# Phyllosticta platani
Phyllosticta platani là một loài nấm gây bệnh cho cây có ở Đông Bắc châu Mỹ và châu Âu.